# Georges Sorel
Georges Sorel, francoski filozof, publicist in politik. * 2. november 1847, Cherbourg, Francija, † 29. avgust 1922, Boulogne, Francija.
Poznan je kot eden prvih teoretikov revolucionarnega sindikalizma. S propagiranjem revolucionarnega nasilja je vplival na pomembnejša moderna avtoritarna politična gibanja.

## Življenje
Rojen je bil v meščanski družini v Normandiji. Študiral je na Ecole Polytechnique. Do svoje upokojitve pri 45 letih je delal kot glavni inženir na oddelku za javna dela. Po upokojitvi se je z majhno pokojnino preselil v predmestje Pariza, kjer je preostanek svojega življenja študiral, razmišljal in pisal. Sorel je pripadal generaciji Francozov, ki so bili prizadeti zaradi francoskega poraza leta 1870 proti Nemčiji v in leto kasneje državljanske vojne pariške komune. Predvsem je razmišljal kako bi lahko združil družbo. V drugi polovici 1880 je objavljal članke z različnih področjih (hidrologija, arhitektura, fizika, politična zgodovina in filozofija). Njegovo prvo delo, ki je bilo objavljeno, je bilo o Svetem pismu in kakšno vrednost ima pri izobraževanju. Nato je pisal o Sokratu, ki je za njega bil aroganten intelektualec, ki je s svojim spraševanjem o stvareh uničeval prepričanja in gotovosti ostalih. Leta 1893 je Sorel padel pod vpliv marksizma in občudoval filozofijo, za katero je menil, da je objektivna. Sorel je sodeloval pri prvih marksističnih revijah, L”re nouvelle in Le Denevir social, nato pa je na koncu stoletja sodeloval v revizionistični razpravi in krizi znotraj marksizma. 
Leta 1897 je bil udeležen v aferi Dreyfus, kjer se je v političnem razkolu postavil na stran po oficirja judovskega rodu Alfreda Dreyfusa, ki je bil po krivem obtožen vohunstva. To ga je pripeljalo do revizije marksizma in ponovno je začel ceniti socializem. S svojimi novinarskimi prispevki v socialističnih revijah je okoli leta 1905 teoretično razdelal revolucionarni sindikalizem. V svojih dveh najbolj znanih delih Razmišljanje o nasilju in iluzijah napredka je izrazil prezir do meščanstva in njegovih vrednot. Verjel je, da je proletariat oziroma delavstvo pripravljeno za prevzem oblasti. Ampak ne prek socialističnih politikov, saj so bili del meščanske prevare. Oblast bi prevzeli s splošno stavko. Morali bi začeti razredno vojno in začeti fizične spopade z delodajalci in državnimi organi. Na ta način bi junaški delavci, združeni v boju našli pot novo, pravičnejšo družbo. Tako je Sorel poudaril nasilje, čustva in mit kot sredstvo za premagovanje prevladujoče dekandence in demoralizacije. Sam ni imel vizije, kakšna družba bi prevladala po preboju splošne stavke, vendar je verjel, da bosta kohezija in navdušenje, spodbudila nadaljnje sodelovanje in napredek. 
Okoli leta 1914 se je Sorel začel zanimati za gibanje monarhističnega nacionalizma. Lenin ga je cenil, prav tako pa tudi Benito Mussolini, ki je nekaj tednov po Sorelovi smrti prišel na oblast. V času smrti v Boulogne sur Seine je imel ambivalenten odnos tako do fašizma kot do boljševizma. Čeprav se je njegovo pisanje dotaknilo številnih tem, je njegovo delo najbolje zaznamovala interpretacija marksizma, ki je bila nedialektična in nedeterministična, politično proti revolucionarnemu elitizmu in zgrajena na neposrednem demokratičnem delovanju sindikatov, mitu o moči stavke ter pomembni vlogi revolucionarnega nasilja. Sorela lahko razumemo kot levičarskega ali desničarskega misleca. Italijanski fašisti, ga hvalijo kot prednika, vendar je bila njihova vlada v nasprotju z njegovimi prepričanji. Medtem pa je bil tudi pomemben temelj italijanskih komunistov, ki so ga videli kot teoretika proletariata, vendar je bil proti elitni delavski avantgardi, kakršno je uveljavil Lenin z ostalimi boljševiki. Takšne široko razhajajoče interpretacije izhajajo iz teorije, da se mora moralna oživitev države ponovno vzpostaviti in jo rešiti pred dekandenco. Vendar pa ostaja vprašanje, če se mora ta preporod zgoditi s srednjim in višjim slojem ali s proletariatom.

## Politika ( in politična pisanja)
Sorel je začel pisati kot marginalni marksist, kritični analitik Marxove ekonomije in filozofije. Nato je prevzel revizionizem, postal za nekaj let 'metafizik sindikalizma', kot ga je imenoval Jaurès, se kratek čas celo spogledoval z monarhisti, nato pa se je vrnil k svoji zavezanosti proletariatu. Ko so boljševiki prišli na oblast, prepoznal Lenina kot vodjo, ki je realiziral njegov mit o sindikalizmu.
Sindikalistično ali militantno sindikalno gibanje, ki se je v Franciji razmahnilo okoli leta 1900, je navdihnilo Sorela, da je napisal svoja Razmišljanja o nasilju (Réflexions sur la violence). Nasilnim stavkam so bili nenaklonjeni tudi parlamentarni socialisti, ki so se zavzeli za pogajanja in spravo. In da bi sindikalizmu dal ideologijo, je Sorel objavil serijo člankov, ki so postali, kot ga imenuje eden od njegovih biografov, "znana in zloglasna knjiga."  Dejansko je bila Sorelova edina uspešna knjiga izmed približno deset objavljenih, ki je njegovo zapuščino do leta 1912 utrdila kot "vodilno osebnost francoskih sindikalistov." Ta knjiga je izšla v italijanščini, španščini, nemščini, japonščini in angleščini.
Dve njegovi temi sta postali del družboslovne literature: koncept družbenega mita in vrline nasilja. Za Sorela so sindikalna splošna stavka, spodletela marksistična revolucija, krščanski militarizem, zgledi francoske revolucije in slavljenje julija 1848, družbeni miti, ki niso opisi stvari, pač pa sredstva, s katerimi množica odločnost, da začne s politično spremembo.
Miti zajemajo vse najmočnejše nagnjenosti ljudi, stranke ali razreda, splošna stavka pa je "mit, v katerem je socializem v celoti sestavljen." Za Sorela je bila splošna stavka katastrofalen koncept socializma, bistvo razrednega boja in edino pravo marksistično sredstvo za revolucijo. Nikjer Sorel ne podpira neselektivnega, brutalnega nasilja; brezpogojno se zagovarja le nasilje, "razsvetljeno z idejo o splošni stavki". Samo nasilje v razrednem boju, kot si ga je zamislil Sorel, je dopustno, junaško in v prid družbenemu razvoju. V resnici Sorel ne opravičuje nasilja s filozofskim argumentom, ampak uporablja dolge izlete v zgodovino in trenutne dogodke, ki kažejo, da so etični kodeksi glede na njihov čas in kraj. V skladu s svojim stališčem je lahko Deklaracijo o človekovih pravicah opisal kot "samo brezbarvno zbirko abstraktnih in zmedenih formul, brez kakršnega koli praktičnega vpliva."

## Dela
- Contribution à l'Étude Profane de la Bible (Paris, 1889)
- Le Procès de Socrate, Examen Critique des Thèses Socratiques (Paris, 1889)
- Questions de Morale (Paris, 1990)
- L'avenir socialiste des syndicats (Paris, 1901)
- La Ruine du Monde Antique: Conception Matérialiste de l'Histoire (Paris, 1902)
- Introduction à l'Économie Moderne (Paris, 1903)
- La Crise de la Pensée Catholique (Paris, 1903)
- Le Système Historique de Renan (Paris, 1905-1906)
- Les Préoccupations Métaphysiques des Physiciens Modernes (Paris, 1907)
- La Décomposition du Marxisme (Paris, 1908)
- Les Illusions du Progrès (1908)
- Réflexions sur la Violence (1908)
- La Révolution Dreyfusienne (Paris, 1909)
- Matériaux d'une Théorie du Prolétariat (Paris, 1919)
- De l'Utilité du Pragmatisme (Paris, 1921)
- Lettres à Paul Delesalle 1914-1921 (Paris, 1947)
- D'Aristote à Marx (Paris, 1935)
- From Georges Sorel: Essays in Socialism and Philosophy edited with an introduction by John L. Stanley, translated by John and Charlotte Stanley (1976)
- From Georges Sorel: Volume 2, Hermeneutics and the Sciences edited by John L. Stanley, translated by John and Charlotte Stanley (1990)
- Commitment and Change: Georges Sorel and the idea of revolution essay and translations (1978)
- Social Foundations of Contemporary Economics translated with an introduction by John L. Stanley from Insegnamenti Sociali dell'Economia Contemporanea (1984)